# Ба (Чад)
Ба (фр. Ba) или Бах — деревня и супрефектура в Чаде, расположенная на территории региона Западный Логон. Входит в состав департамента Лак-Вей.

## Географическое положение
Деревня находится в юго-западной части Чада, на правом берегу реки Ладок (бассейн реки Логон), на высоте 508 метров над уровнем моря.
Населённый пункт расположен на расстоянии приблизительно 400 километров к юго-юго-востоку (SSE) от столицы страны Нджамены.

## Население
По данным официальной переписи 2009 года численность населения Ба составляла 16 084 человека (7784 мужчины и 8300 женщин). Население супрефектуры по возрастному диапазону распределилось следующим образом: 52,8 % — жители младше 15 лет, 44,6 % — между 15 и 59 годами и 2,6 % — в возрасте 60 лет и старше.

## Транспорт
Ближайший аэропорт расположен в городе Мунду.